# L'amico del giaguaro (film)
L'amico del giaguaro è un film di genere commedia del 1959, diretto da Giuseppe Bennati.

## Trama
Augusto, un giovanotto milanese squattrinato con grossi problemi a trovare lavoro, cresciuto in orfanotrofio e innamorato della bella fidanzata Marisa, tenta la fortuna arrivando nella capitale e unendosi a un gruppo di ladruncoli che gli prospettano la possibilità d'un colpo; derubare allo stadio un famoso industriale. Il furto riesce, ma l'industriale scopre tramite un annuncio sul giornale l'identità dei malfattori; rintracciati, impone loro la restituzione dei soldi, che però questi hanno già speso. I ladri allora chiedono consiglio al loro capo che, con grande sorpresa di Augusto, è l'affascinante Gianna, la quale ottiene l'aiuto d'uno zio ventriloquo, che organizza la vendita d'un cane parlante. Ovviamente è il ventriloquo a farlo "parlare", ma la vittima della truffa se ne accorge e avverte la polizia. Riescono a scappare in tempo e più avanti ritentano un altro furto dentro una sala da ballo, ma l'incaricato, invece di sottrarre l'incasso del locale, si mette a suonare la batteria. Nel frattempo un loro componente, preso di mira da tutti per la forma strana del suo naso, cerca di borseggiare Greta, una graziosa turista, ma finisce per innamorarsene e alla partenza del treno le restituisce la macchina fotografica. Alla fine, dopo avere effettuato un ultimo tentativo nella garçonniere d'un gioielliere, anche questo andato a vuoto per presenze impreviste, Augusto si presenta all'industriale a mani vuote. Quest'ultimo, dapprima inviperito, minaccia di denunciare tutti, ma alla fine si rende conto che Augusto è un bravo ragazzo proveniente da una difficile situazione; approfittando del contemporaneo licenziamento per disonestà manifesta da parte d'un dipendente della sua ditta, gli offre il posto di rappresentante. L'impiego ottenuto consente così ad Augusto di sposare Marisa.

## Produzione
Il film, girato per gli interni negli studi della Incom, venne iscritto al P.R.C. della SIAE con il n. 2053. Presentato alla Commissione di Revisione Cinematografica, presieduta da Domenico Magri, il 21 febbraio 1959, ottenne il visto di censura n. 28724 del 26 febbraio 1959 per una lunghezza accertata della pellicola di 2 600 metri. Incassò 165 000 000 di lire. L'attrice Elke Sommer fa qui il suo esordio cinematografico. La sequenza del ventriloquo, interpretato dall'attore francese Jean Mollier, che tenta la truffa della vendita del cane "parlante" a un malcapitato, interpretato da Alberto Talegalli, sarà poi ripresa con grande successo dalla coppia formata da Raffaele Pisu e Gino Bramieri nell'omonima trasmissione televisiva tre anni più tardi. Il film è uscito in DVD nel 2007 per la Cecchi Gori ed è stato più volte trasmesso in seguito sui canali Rai e su Telenova.

## Altri tecnici
- Direttore generale:Giovanni Anguzza
- Arredatore: Luigi Gervasi
- Parrucchiere: Gustavo Sala
- Operatore: Franco Delli Colli
- Aiuto regista: Carlo Lastricati
- Direttore di produzione: Giorgio Morra
- Ispettore di produzione: Giorgio Morra
- Segretario di produzione: Giorgio Bartolini, Bruna Polesinanti
- Segretaria di edizione: Wanda Tuzi
- Fonico: Eraldo Giordani